# Detroit Tigers
Detroit Tigers – drużyna baseballowa grająca w dywizji centralnej American League. Ma siedzibę w Detroit w stanie Michigan. Jest jedną z 4 drużyn grających w American League obok Boston Red Sox, Chicago White Sox oraz Cleveland Indians, która nadal znajduje się w mieście utworzenia drużyny.

## Historia
Klub powstał w 1894 roku i wstąpił w szeregi Western League. Początkowo zespół występował na Boulevard Park, jednak rok później właściciel klubu George Vanderbeck podjął decyzję o budowie nowego stadionu, którego nazwano Bennett Park. W 1900 Western League zmieniła nazwę na American League i stała się jedną z dwóch głównych lig w kraju.
Pierwszy mecz w nowo powstałej, zrzeszającej osiem zespołów lidze, Tigers rozegrali 25 kwietnia 1901 na Bennett Park w obecności 10 tysięcy widzów, pokonując Milwaukee Brewers 13–4. W latach 1907–1909 Tigers trzykrotnie uzyskiwali awans do World Series, trzykrotnie w nich przegrywając. W 1912 klub przeniósł się na nowy stadion Navin Field (1912–1935, od nazwiska właściciela klubu Franka Navina), znany w późniejszym okresie jako Briggs Stadium (1935–1960, od nazwiska właściciela klubu Waltera O. Briggsa), by ostatecznie przyjąć nazwę Tiger Stadium. W sezonie 1935 Tigers zdobyli mistrzowski tytuł po raz pierwszy w historii, po pokonaniu w World Series Chicago Cubs 4–2. W 1945 zespół zwyciężył w World Series po raz drugi; Tigers wygrali z Chicago Cubs 4–3.
W sezonie 1968 osiągając najlepszy wówczas bilans zwycięstw i porażek od 1901 roku (103–59), zespół w finałach pokonał St. Louis Cardinals 4–3, zdobywając trzeci tytuł. W 1984 wygrywając w 104 meczach przy 58 porażkach (najlepszy bilans w historii klubu) i wygrywając w American League Championship Series z Kansas City Royals, Tigers zwyciężyli w World Series po raz czwarty. 11 kwietnia 2000 zespół rozegrał pierwszy mecz na nowo wybudowanym stadionie Comerica Park, mogącym pomieścić 40 120 widzów. Tigers uzyskiwali awans do World Series jeszcze dwukrotnie, w 2006 i 2012 roku, dwukrotnie przegrywając odpowiednio z St. Louis Cardinals 1–4 i San Francisco Giants 0–4.

## Skład zespołu

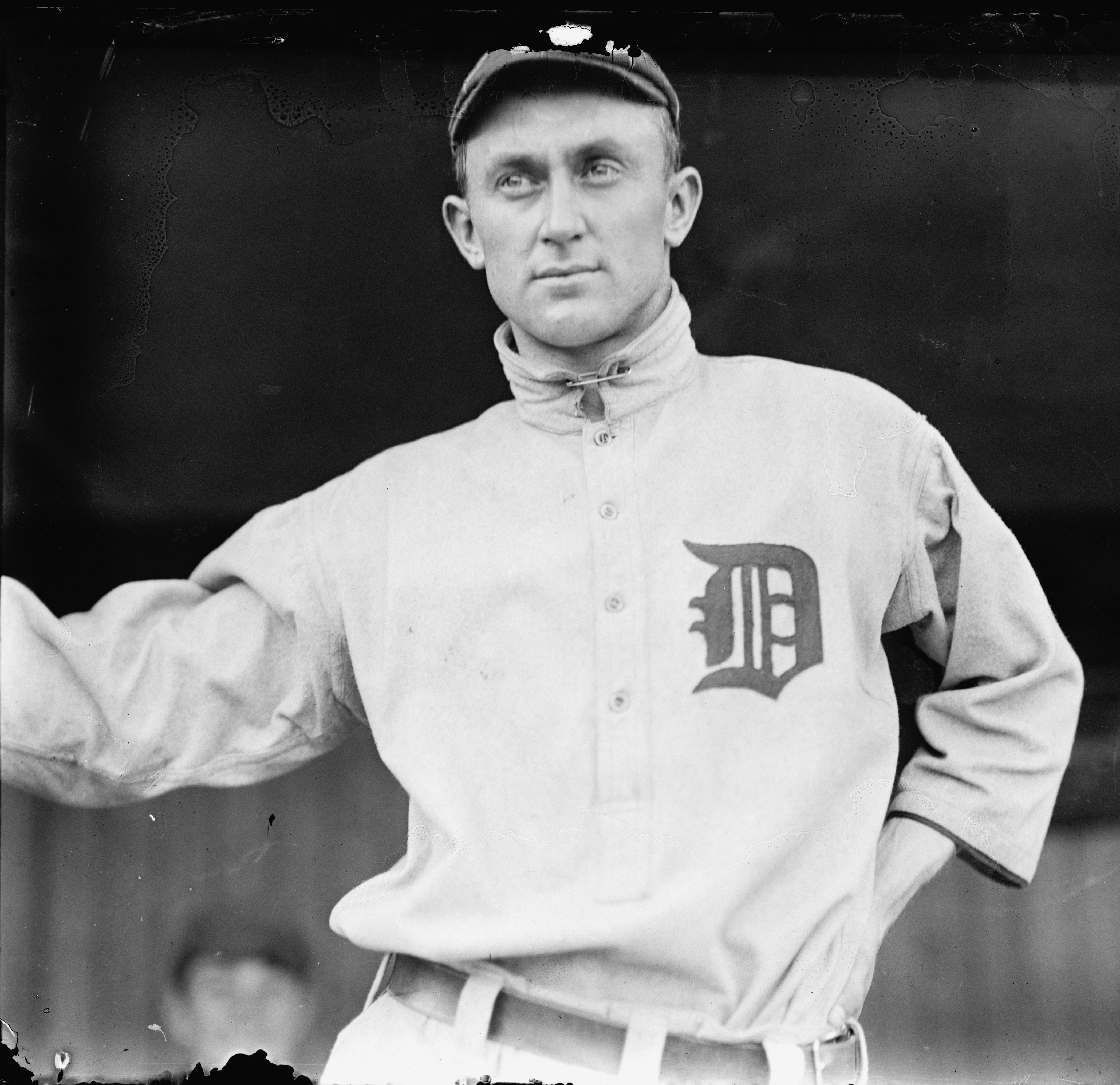
Ty Cobb – członek Galerii Sław od 1936 roku.

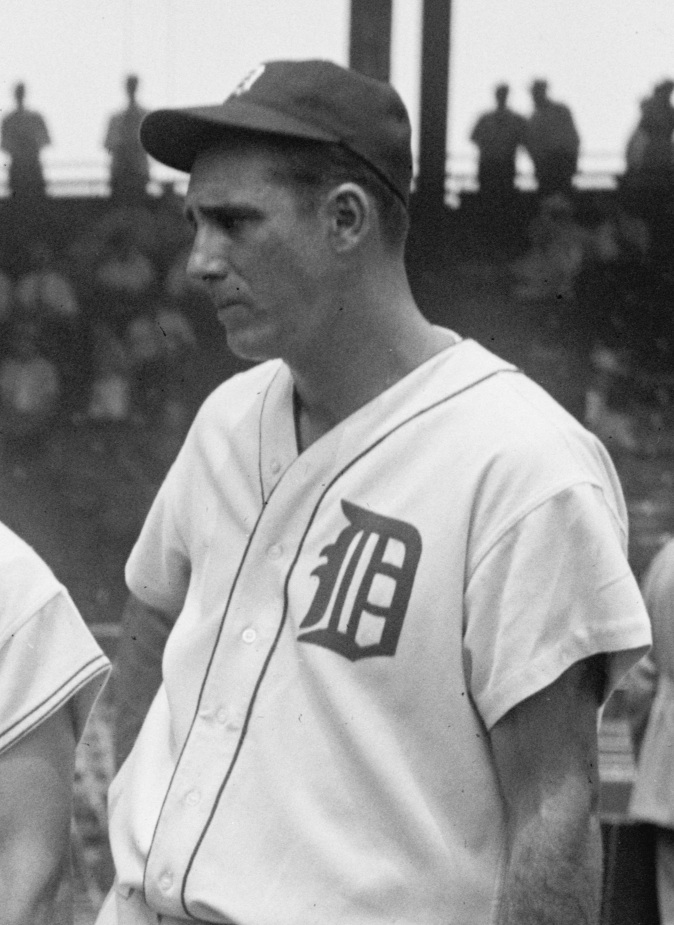
Hank Greenberg – członek Galerii Sław i dwukrotny MVP American League.

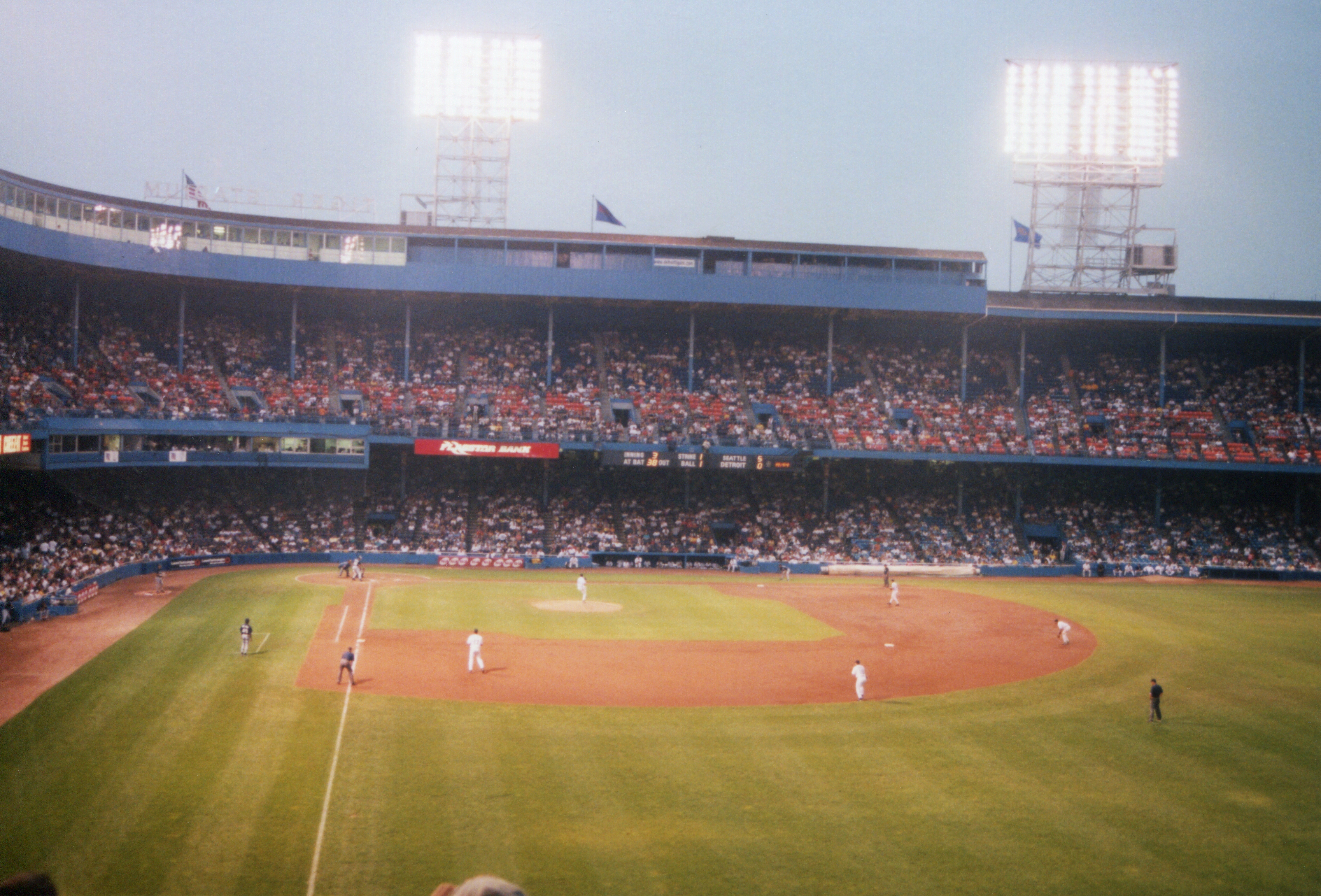
Tiger Stadium.

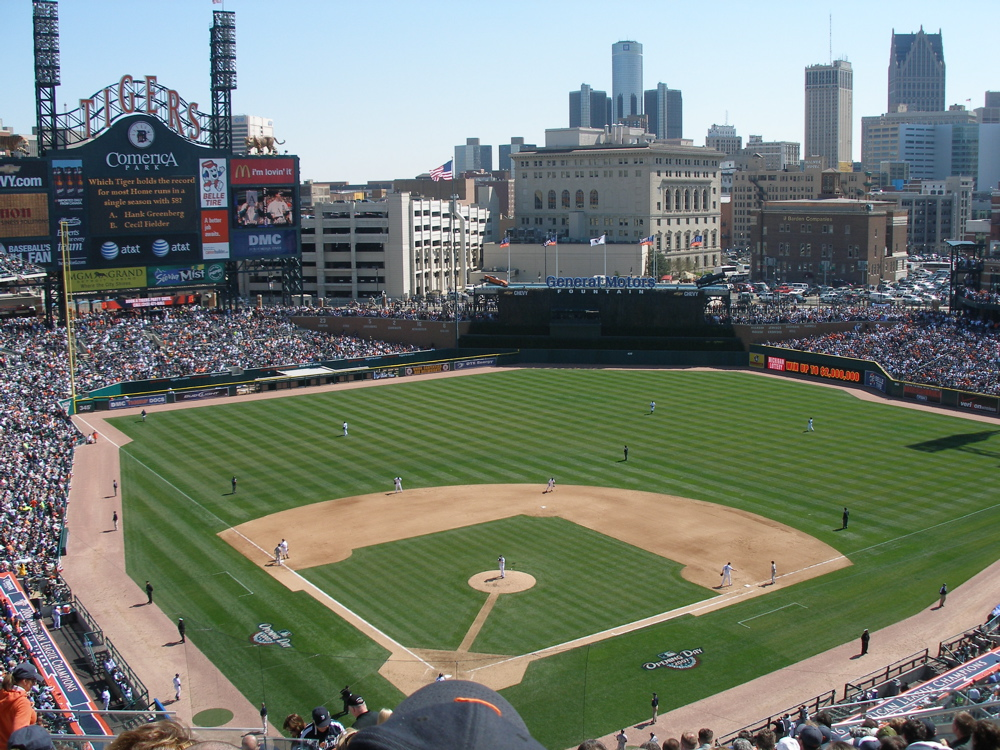
Comerica Park.

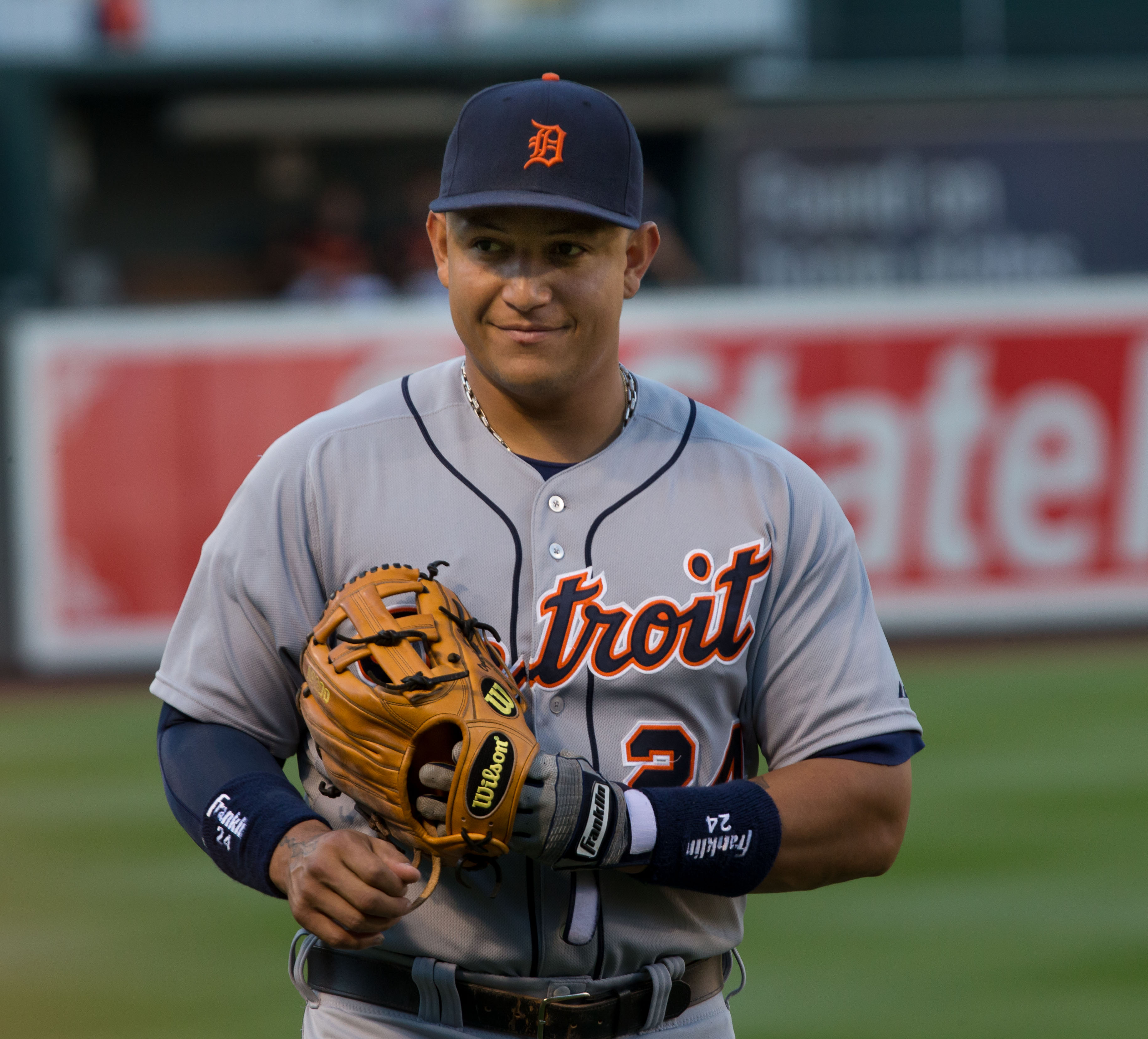
Miguel Cabrera – MVP American League w sezonach 2012 i 2013.

## Sukcesy
| Tytuł                                               | Liczba | Rok                                                              |
| --------------------------------------------------- | ------ | ---------------------------------------------------------------- |
| World Series                                        | 4      | 1935, 1945, 1968, 1984                                           |
| American League American League Championship Series | 11     | 1907, 1908, 1909, 1934, 1935, 1940, 1945, 1968, 1984, 2006, 2012 |
| American League Central Division                    | 4      | 2011, 2012, 2013, 2014                                           |
| American League East Division                       | 3      | 1972, 1984, 1987                                                 |

## Zastrzeżone numery
Od 1997 numer 42 zastrzeżony jest przez całą ligę ku pamięci Jackie Robinsona, który jako pierwszy Afroamerykanin przełamał bariery rasowe w Major League Baseball.
| Willie Horton OF: 1963–77 Zastrzeżony w 2000 | Ty Cobb OF: 1905–26 M: 1921–26 Uhonorowany w 2000 | Hank Greenberg 1B: 1930–46 Zastrzeżony w 1983 | Charlie Gehringer 2B: 1924–42 Coach: 1942 GM: 1951–53 Zastrzeżony w 1983 | Hal Newhouser P: 1939–53 Zastrzeżony w 1997 | Al Kaline OF: 1953–74 Zastrzeżony w 1980 |

| Uhonorowani w 2000 Harry Heilmann OF: 1914–29 Heinie Manush OF: 1923–27 | Uhonorowani w 2000 Hughie Jennings M: 1907–20 Sam Crawford OF: 1903–17 | Uhonorowani w 2000 Mickey Cochrane C: 1934–37 M: 1934–38 George Kell 3B: 1946–52 Sprawozdawca 1959–1996 | Uhonorowany w 2000 Ernie Harwell Sprawozdawca: 1960–2002 | Zastrzeżony w 1997 Sparky Anderson Manager 1979–1995 | Zastrzeżony w 1997 Jackie Robinson Zastrzeżony w całej MLB |